# 稲井好広
稲井 好広（いない よしひろ、1911年8月8日 - 1990年4月7日）は、日本の経営者。兵庫県出身。

## 経歴
1938年に京都帝国大学工学部電気科を卒業し、同年に三菱鉱業に入社。1963年5月に取締役に就任し、1965年8月に常務、1971年に専務を経て、1972年6月に副社長に就任し、1973年5月には社長に昇格。1982年6月には会長に就任。
1974年11月に藍綬褒章を受章し、1983年4月に勲一等瑞宝章を受章。
1990年4月7日心不全のために死去。78歳没。